# Quintette pour clarinette et cordes (Reicha)
Le quintette pour clarinette et cordes en si bémol majeur op. 89 est une composition  d'Antoine Reicha vraisemblablement écrite pour le clarinettiste Jacques Bouffil vers 1820. Le quintette est dédié à un notable parisien M. Boscary de Villeplaine.
La partition était publiée par la maison Pleyel puis par la maison Schlesinger à Paris.

## Structure
Le quintette comprend quatre mouvements :
1. Allegro
2. Andante
3. Minuetto : Allegro
4. Finale : Allegretto

## Histoire
Le Quintette pour clarinette et cordes op. 89 d'Antoine Reicha s'inscrit dans un mouvement d'évolution du genre : depuis le Quintette avec clarinette KV 581 de Mozart (1789), en passant par le Quintette en mi bémol majeur de Meyerbeer (1813) et le Quintette en si bémol majeur de Weber (1815). Le Quintette de Reicha est étroitement lié à la composition cyclique et au style de la musique de chambre de la fin de la période classique et du début du romantisme. Cependant, il est possible de distinguer, d'une part, les caractéristiques particulières de l'écriture du compositeur, telles que la forme élaborée, l'utilisation du contrepoint rigoureux et les exigences techniques envers les instrumentistes ; d'autre part, on peut remarquer les caractéristiques stylistiques qui ne sont pas aussi exprimées dans la partie de sa musique instrumentale liée au "style savant" : le lien avec le cantabile vocal dans la partie de clarinette (grâce auquel la composition de Reicha résonne avec celles de ses précurseurs), du style concerto, ainsi que des échos stylistiques de Sturm und Drang. L'œuvre est également à mettre en perspective avec le Quintette pour hautbois / clarinette et quatuor à cordes op. 107 en fa majeur (1829) de Reicha, ainsi qu'avec le développement ultérieur du genre.

## Analyse
« Le reproche, très discutable, de froideur formulé par Berlioz à l’encontre des quintettes à vent ne saurait à l’évidence s’appliquer aux quelques quintettes que Reicha composa dans sa grande maturité parisienne pour un instrument à vent et quatuor à cordes : l’opus 89 pour clarinette, l’opus 105 pour flûte, l’opus 106 pour cor, l’opus 107 pour hautbois, plus un « grand » quintette pour basson, sans numéro d'opus. Ce sont en effet des œuvres qui associent brillamment le panache, l’humour, la bonne humeur et le lyrisme, et qui sont d’autant plus intéressantes que le musicien ne s’est pas abandonné aux « facilités » des concertos de chambre, où le quatuor se bornait à accompagner le soliste, qui faisaient alors le régal du public et des virtuoses. »

## Enregistrements
- Reicha : Octuor op.96 ; Quintette pour clarinette & cordes op.89, avec l'Octuor de France[5] (CD, Calliope, 21 Janvier 2010)